# Campionii
Campionii este un film românesc din 2000 regizat de Constantin Vaeni. Rolurile principale au fost interpretate de actorii Ilie Năstase, Nadia Comăneci, Ivan Pațaichin.

## Distribuție
Distribuția filmului este alcătuită din:
- Ioan Soler — El însuși
- Viorica Viscopoleanu — Ea însăși
- Cristian Țopescu — voce comentariu

## Primire
Filmul a fost vizionat de 1.000.267 de spectatori în cinematografele din România, după cum atestă o situație a numărului de spectatori înregistrat de filmele românești de la data premierei și până la data de 31 decembrie 2014 alcătuită de Centrul Național al Cinematografiei.